# 侯德健
侯德健（1956年10月1日—），台湾音樂家，新西蘭華人，籍貫四川，六四事件天安門廣場四君子之一。現為《易經》研究者，出版自己的一些研究成果，偶爾在兩岸三地出席一些文化活動。

## 背景
侯德健出生於台灣高雄縣岡山鎮，籍貫四川，是單親家庭，在眷村長大，從小家境清寒。大學聯考進入國立政治大學會計系，但他對商科學習沒有興趣，1976年從會計系轉到中文系，他當時已展露了音樂創作的欲望。

## 民歌时代
1970年代，校園民歌在台灣風行，侯德健結識了新格唱片的主管姚厚笙，姚甚為愛護他，經常鼓勵他創作，並邀他當金韻獎歌謠大賽的評審。當侯德健賣出第一首歌捉泥鰍，得款新台幣三千元時，他才知道原來寫歌可以賺錢。他又寫了歸去來兮等作品。 
1978年，侯德健完成代表作龍的傳人。 
1981年，侯德健和劉家昌等人一同獲選第三屆金嗓獎最佳作曲人。 
1983年，寫下酒矸倘賣無，是流行一時的電影《搭错车》主題歌。龍的傳人也開始風靡華人世界。 
1983年，為尋找音樂創作的源泉，侯德健無視中華民國政府的禁令，隻身前往中國大陸，巧合的是，侯德健前往大陸的日期是1983年6月4日。在中共中央統戰部長及中共文化部官員的扶持下，隨著龍的傳人在大陸的流行，他很快成為家喻戶曉的歌手，並且推出《新鞋子舊鞋子》（1984年）和《三十以後才明白》（1988年）等專輯，還與大陸知名少女歌手程琳同居，一起合作了《信天游》等作品。除了歌手這個職業，侯德健還在廣東省文化廳藝術開發中心掛名，每月可領200元人民幣的工資。
1984年以《搭錯車》榮獲第3屆香港電影金像獎最佳電影歌曲獎。
1988年，参加中国中央电视台春节联欢晚会，现场演唱龍的傳人。同一年，侯德健控告廣東省海南音響公司欠付版稅人民幣十九萬六千元，這是中國大陸第一個音樂版權官司。
1989年，被行政院新聞局封殺多年的侯德健重新在台灣發佈唱片《我愛》，且于1月6日通過新聞局審查。

## 六四事件
1989年5月，他在天安門廣場為聲援八九民主運動與另外三人發起絕食（另三人為劉曉波、高新、周舵，合稱「四君子」），並於6月2日發起《六二絕食宣言》聲言絕食72小時（6月2日16時 —6月5日16時）。六四清场後，他于纪录片《天安门》接受訪問時說：
很多人說廣場上曾經有2,000人被打死或者是幾百人被打死，在廣場上有坦克輾壓學生、撤退的人群等等。那麼我必須強調，這些事情我沒有看見，那麼我不知道別人在哪裡看見。我是六點半還在廣場上，我一點都沒有看見。我一直在想，說：我們是不是需要用謊言去打擊那些說謊的敵人？難道事實還不夠有力嗎？那麼，如果我們真的需要用謊言去打擊說謊的敵人，那只不過是滿足了我們一時洩恨、發洩的需要而已，那麼，這個事情是很危險的事情，因為：也許你的謊言會先被揭穿，那麼之後的話你再也沒有力氣去打擊你的敵人了。
另据美國學者傅高义《邓小平时代》记载：
当部队步步逼近时，台湾流行歌手侯德健和另外的3个人于3点40分左右会见了戒严部队，协商和平撤离天安门广场。经过简短的谈判之后，解放军军官表示同意。凌晨4点广场关闭了灯光，之后侯德健立刻返回广场，拿着话筒宣布了他们达成的协议，让留在广场的学生马上离开。大约3,000人跟随着侯德健匆匆离开了广场。

## 六四之後
六四事件後，由於同高新等人策劃在六四事件一週年紀念日召開國際記者會，公布要求中共釋放全體政治犯的公開信，而被大陸公安軟禁，驅逐出境。1990年6月20日由福州被押上一艘军舰，该舰在公海找到一艘台湾漁船将侯转上船以偷渡方式返台。他在蘇澳上岸後回台北向中華民國政府自首，被以非法入境罪名判刑3個月，得易科罰金，沒有坐牢。回台後，將自己在大陸創作結集出書《禍頭子正傳》，另外還出一張同名的歌曲專輯。不久，侯德健移民至新西兰，开始研究《易经》。1994年10月，其在民生東路住處由於吸食安非他命被逮捕，因案情單純，諭令以2萬元交保候傳。
2004年，召開記者會宣佈將募資4,000萬元美金（約合當時13億元台幣），於2006年在紐西蘭開拍電影《白蛇傳》，並希望邀請電影《魔戒》中飾演巫師甘道夫的著名英國男演員伊恩·麥克連出演重要角色法海，但此後卻一直沒有影片正式開拍或發行的訊息。
2006年12月31日，侯德健向中共中央宣传部（国务院新闻办公室）主管的中国人权发展基金会捐赠了200万元。
2011年5月1日，侯德健在北京鳥巢（国家体育场）「滾石唱片30周年演唱會」中，與《龍的傳人》原唱者李建復壓軸登場演唱《龍的傳人》，吸引9萬觀眾到場。這是他因1989年參加八九民運遭中華人民共和國政府驅逐出境後21年來，首次在中國大陸公開演唱。
2015年，参加腾讯视频原创音乐分享节目《上弦乐公开课》，担任主讲人。

## 專輯
| 專輯               | 日期      | 曲目 |
| ------------------ | --------- | --- |
| 《龍的傳人續篇》   | 1982年9月 | 曲目 1. 潮州人(泰棉邊境難民營的故事) 2. 給魏京生 3. 龍的傳人續篇 a.何苦如此(1905的冬天電影主題曲) b.花開花謝 c.青春舞曲 d.永遠永遠 4. 把自己唱出來 5. 好象 6. 高速公路 7. 未來的主人翁                                                                |
| 《新鞋子舊鞋子》   | 1984年    | 曲目 1. Well I Need To Be Alone 2. 趁你還年輕 - 程琳 3. 歌詞1983 4. 歸去來兮 5. 你和我的明天 - 侯德健/程琳 6. 我們都曾經年少 7. 新鞋子.舊鞋子 - 程琳/侯德健 8. 熊貓咪咪 - 程琳 9. 就讓它象一首歌(西湖之歌) - 鄭緒嵐 10. 龍的傳人續篇 11. 未來的主人翁 |
| 《三十以後才明白》 | 1988年    | 曲目 1. 三十歲以後才明白 2. 一樣的 3. 寂寞難耐 4. 我愛 5. 出走 6. 喂，老張 7. 戀曲80 8. 家 |
| 《下去不》         | 1990年8月 | 曲目 1. 下去不 2. 一顆小小的石頭 3. 今天是什麼天氣 4. 漂亮的中國人 5. To Dream the Broken Dream 6. 我們要活下去 7. 不是我們年紀小 8. 卅歲以後 9. 龍的傳人 10. 再夢一遍                                                                                |

## 书籍
| 作品           | 出版年份 | 出版社     | ISBN            |
| -------------- | -------- | ---------- | --------------- |
| 《祸头子正传》 | 1990     | 明报出版社 | ISBN 9623572859 |